# Geo Omori
Geo Omori (1898-1938) fue un judoka japonés, considerado uno de los fundadores del jiu-jitsu brasileño. Compañero de Mitsuyo Maeda, Omori abrió una de las primeras escuelas de judo (por entonces llamado Kano Jiu-Jitsu) de Brasil, y tuvo entre sus estudiantes a Luiz França, Carlos Pereira y Oswaldo Fadda.

## Carrera
Nacido en Tokio, Omori empezó a entrenar en la escuela de judo Kodokan a los 8 años de edad, llegando a cinturón negro a los 17 bajo la tutela de Tokugoro Ito. Geo siguió a Ito en algunos de sus viajes a Estados Unidos, antes de ser finalmente enviado a Brasil junto con Mitsuyo Maeda y Soshihiro Satake, entre otros judokas.
Omori llegó a Sao Paulo en 1928 y entró a formar parte del circo Queirolo, donde trabajó como luchador. Tres años después abriría una escuela de judo en la ciudad, la segunda después de la de su compatriota Takaharu Saigo (a sazón nieto de Takamori Saigo), y empezaría a competir por dinero en el naciente circuito de vale tudo. Gracias a su habilidad, Omori se hizo muy famoso por sus luchas contra oponentes de disciplinas como lucha libre, boxeo y capoeira. En una de sus exhibiciones más conocidas, Geo sorprendió a los públicos brasileños al someter en pocos minutos a un enorme luchador autóctono que casi le doblaba en peso, siendo este suceso retratado en el New York Times de 1928. En 1931, Omori tuvo un combate con el famoso luchador Fred Ebert, el cual terminó en empate por límite de tiempo. Habiendo sido maestro de George y Carlos Gracie, patriarcas de la familia Gracie, Omori empezó a enseñar en el gimnasio de Carlos en abril de 1929, mientras trabajaba como instructor de combate cuerpo a cuerpo en la policía brasileña.
Sin embargo, Geo no tardó en tener confrontaciones con los Gracie. Inicialmente Carlos le retó a una lucha, pero Omori le rechazó, considerándole un oponente sin fama y demasiado poco experimentado. Después de que Carlos afirmara en varios periódicos que tenía una larga carrera en el vale tudo y que además había entrenado bajo Mitsuyo Maeda, Omori le rebatió este comentario, afirmando que los Gracie sólo habían aprendido de él mismo y de un aprendiz real de Maeda llamado Donato Pires dos Reis, pero accedió a luchar con él. Sin embargo, la familia Gracie insistió en que el combate fuera sólo de exhibición, o según otra fuente, el padre de Carlos, Gastao, habría intentado sobornar a Omori para que se dejara ganar y más tarde tuviesen una revancha, pero el japonés sólo estuvo de acuerdo en llegar a un empate. Sea como fuere, la lucha tuvo lugar el 5 de enero de 1930 en el circo Queirolo y efectivamente ambos luchadores empataron.
Más tarde se llevó a cabo la esperada revancha con un enormemente mejorado Carlos; en su transcurso, el brasileño atrapó el brazo de Omori con un ude-garami y lo fracturó completamente, pero el japonés se negó a rendirse, logró romper la llave e incluso derribó a Carlos una vez más a pesar de tener un brazo roto. La lucha acabó entonces en un nuevo empate. Otras fuentes citan también dos enfrentamientos entre Omori y George Gracie, siendo el primero de ellos un empate y el segundo una victoria de George cuando después de 10 rondas el rincón de Omori arrojó la toalla, y otro con Hélio Gracie, que terminó también en empate.
El fallecimiento de Omori fue documentado en 1938, debido a una intoxicación alimenticia según algunos y a un envenenamiento intencionado por otros. Geo dejó atrás a una esposa, Cetuko, y a una hija de cuatro años, Kimika.